# Panchlora colombiae
Panchlora colombiae es una especie de cucaracha del género Panchlora, familia Blaberidae. Fue descrita científicamente por Hebard en 1919.

## Distribución
Habita en Panamá y Colombia.